# Torre Annunziata
Torre Annunziata is een Italiaanse gemeente, onderdeel van de metropolitane stad Napels, wat voor 2015 nog de provincie Napels was (regio Campanië) en telt 47.877 inwoners (31-12-2004). De oppervlakte bedraagt 7,3 km2, de bevolkingsdichtheid is 6960 inwoners per km2. In de Romeinse tijd lag hier de plaats Oplontis. Een belangrijke bezienswaardigheid uit die tijd is de Villa van Poppaea.

## Demografie
Torre Annunziata telt ongeveer 16130 huishoudens. Het aantal inwoners daalde in de periode 1991-2001 met 9,2% volgens cijfers uit de tienjaarlijkse volkstellingen van ISTAT.
| Jaar | Inwoneraantal |
| ---- | ------------- |
| 1991 | 52.875        |
| 2001 | 48.011        |

## Geografie
Torre Annunziata grenst aan de volgende gemeenten: Boscoreale, Boscotrecase, Castellammare di Stabia, Pompeï, Torre del Greco, Trecase.
In de gemeente ligt aan de kust en de baai van Napels de frazione Rovigliano.
De benedenloop van de Sarno doorkruist de gemeente, en mondt uit in de baai in Rovigliano.

## Geboren in Torre Annunziata
- Dino de Laurentiis (1919-2010), filmproducent
- Ciro Immobile (1990), voetballer
- Irma Testa (1997), bokster

- Bibliothèque nationale de France: cb11946357x (data)
- Gemeinsame Normdatei: 4106535-9
- Library of Congress Control Number: n80000477
- MusicBrainz: 5556468f-4a19-45de-8aeb-628a7810f60c
- Nationale Bibliotheek van Israël: 987007557245105171
- Virtual International Authority File: 137922290

Acerra · Afragola · Agerola · Anacapri · Arzano · Bacoli · Barano d'Ischia · Boscoreale · Boscotrecase · Brusciano · Caivano · Calvizzano · Camposano · Capri · Carbonara di Nola · Cardito · Casalnuovo di Napoli · Casamarciano · Casamicciola Terme · Casandrino · Casavatore · Casola di Napoli · Casoria · Castellammare di Stabia · Castello di Cisterna · Cercola · Cicciano · Cimitile · Comiziano · Crispano · Ercolano · Forio · Frattamaggiore · Frattaminore · Giugliano in Campania · Gragnano · Grumo Nevano · Ischia · Lacco Ameno · Lettere · Liveri · Marano di Napoli · Mariglianella · Marigliano · Massa Lubrense · Massa di Somma · Melito di Napoli · Meta · Monte di Procida · Mugnano di Napoli · Napels (Napoli) · Nola · Ottaviano · Palma Campania · Piano di Sorrento · Pimonte · Poggiomarino · Pollena Trocchia · Pomigliano d'Arco · Pompeï (Pompei) · Portici · Pozzuoli · Procida · Qualiano · Quarto · Roccarainola · San Gennaro Vesuviano · San Giorgio a Cremano · San Giuseppe Vesuviano · San Paolo Bel Sito · San Sebastiano al Vesuvio · San Vitaliano · Sant'Agnello · Sant'Anastasia · Sant'Antimo · Sant'Antonio Abate · Santa Maria la Carità · Saviano · Scisciano · Serrara Fontana · Somma Vesuviana · Sorrento · Striano · Terzigno · Torre Annunziata · Torre del Greco · Trecase · Tufino · Vico Equense · Villaricca · Visciano · Volla
Rotstekeningen van Valcamonica · Kerk en dominicanenklooster van Santa Maria delle Grazie met "Het Laatste Avondmaal" van Leonardo da Vinci · Historisch centrum van Rome, de bezittingen van de Heilige Stoel in die stad met speciale territoriale rechten en Sint-Paulus buiten de Muren · Historisch centrum van Florence · Venetië met zijn lagune · Domplein van Pisa · Historisch centrum van San Gimignano · Sassi en het park met de rotskerken van Matera · Vicenza en de Palladiaanse villa's in Veneto · Historisch centrum van Siena · Historisch centrum van Napels · Crespi d'Adda · Ferrara, stad van de renaissance in de Po-delta · Castel del Monte · Trulli van Alberobello · Vroeg-christelijke monumenten van Ravenna · Historisch centrum van Pienza · 18e-eeuws Koninklijk Paleis van Caserta met park, aquaduct van Vanvitelli en San Leuciocomplex · Residenties van het Koninklijk Huis van Savoye · Botanische tuin in Padua · Porto Venere, Cinque Terre en de eilanden Palmaria, Tino en Tinetto ·  Kathedraal, Torre Civica en Piazza Grande, Modena · Archeologisch Pompeï, Herculaneum en Torre Annunziata · Amalfitaanse kust · Archeologisch Agrigento · Villa Romana del Casale · Nuraghe Su Nuraxi bij Barumini · Nationaal park Cilento, Vallo di Diano e Alburni met archeologisch Paestum en Velia en Kartuizerklooster San Lorenzo · Historisch centrum van Urbino · Archeologische opgravingen en Patriarchale Basiliek van Aquileia · Villa Adriana, Tivoli · Eolische Eilanden · Assisi, Sint-Franciscusbasiliek en andere franciscaanse locaties · Verona · Villa d'Este, Tivoli · Laatbarokke steden in het Val di Noto (Zuidoost-Sicilië) · Heilige bergen · Monte San Giorgio · Etruskische begraafplaatsen van Cerveteri en Tarquinia · Val d'Orcia · Syracuse en de rotsnecropolis van Pantalica · Genua: Le Strade Nuove en het systeem van de Palazzi dei Rolli · Oude en voorhistorische beukenbossen van de Karpaten en andere regio's van Europa · Mantua en Sabbioneta · Rhätische Bahn in het Albula/Bernina-landschap · Dolomieten · Longobarden in Italië. Plaatsen van macht (568-774 na Christus) · Prehistorische paalwoningen in de Alpen · Etna · Villa's en tuinen van de Medici in Toscane · Wijngaardlandschap van Piëmont: Langhe-Roero en Monferrato · Arabisch-Normandisch Palermo en de kathedralen van Cefalù en Monreale · Venetiaanse verdedigingswerken van de 15e tot 17e eeuw: Stato da Terra - westelijke Stato da Mar · Ivrea, industriestad van de 20e eeuw · De prosecco-heuvels van Conegliano en Valdobbiadene · Historische kuuroorden van Europa (Montecatini Terme) · Padua's 14e-eeuwse frescocycli · De portieken van Bologna · Via Appia. Regina viarum
1. ↑  https://demo.istat.it/?l=it.